# قائمة المليارديرات البلجيكيين
هذه قائمة بالمليارديرات البلجيكيين تستند إلى التقييم السنوي للثروة والأصول التي جمعتها ونشرتها مجلة فوربس في عام 2023.

## قائمة المليارديرات البلجيكيين عام 2023
| ترتيب العالمي | اسم                  | المواطنة | صافي الثروة (بالدولار الأمريكي) | مصدر الثروة                  |
| ------------- | -------------------- | -------- | ------------------------------- | ---------------------------- |
| 261           | إريك ويتوك           | بلجيكا   | 8 مليار                         | الاستثمارات                  |
| 787           | نيكولاس ديترين       | بلجيكا   | 3.6 مليار                       | قطع غيار السيارات والتوزيع   |
| 982           | كاثلين بيرييه ديترين | بلجيكا   | 3 مليار                         | قطع غيار السيارات والتوزيع   |
| 2259          | لوك تاك              | بلجيكا   | 1.2 مليار                       | المنسوجات والمواد الكيميائية |

## أنظر أيضا
- المليارديرات في العالم
- قائمة الدول حسب عدد المليارديرات